# Доктрина выморочных владений
Доктрина выморочных владений или Доктрина выморочности (англ. The Doctrine of Lapse) — политика аннексии, которую, вероятно, предложил лорд Далхаузи, бывший генерал-губернатором Ост-Индской компании в Индии между 1848 и 1856 годами.
Согласно этой доктрине любое туземное княжество, вассальное по отношению к Британской Ост-Индской компании, могло быть автоматически аннексировано, если правитель был «или очевидно несостоятелен, или умирал, не оставив наследника мужского пола». Последнее отменяло уже давно существовавшее право индийских правителей, не имевших наследников, избирать себе преемника. Кроме того, является ли потенциальный правитель состоятельным, решали британские власти. Довольно спорно, была ли эта доктрина действительно разработана лордом Далхауси в 1848 году, однако именно он придал ей официальный статус, оформив её документально. Она вызвала подозрения и беспокойство среди большинства правящих князей Индии.

## История
Во времена применения данной доктрины, Британская Ост-Индская компания, осуществляла имперский административный контроль над огромным регионом субконтинента.
Далхауси решительно применял эту доктрину для захвата индийских княжеств, но эта политика не была исключительно его изобретением. В 1824 году Ост-Индская компания применила её для получения контроля над княжеством Киттур. Совет директоров Ост-Индской компании сформулировал эту доктрину в 1834 году. Благодаря этой политике, Компания захватила Мандви в 1839 году, княжества Колаба и Ялаун в 1840 году и Шурат в 1842 году.

Княжество Сатара было первой жертвой доктрины Далхауси. Раджа Сатары умер в 1848 году, не оставив наследника; незадолго до своей смерти он взял приемного сына, не поставив об этом в известность английские власти и не спросив у них согласия. Так как княжество было создано в 1818 году англичанами, то усыновление подлежало их утверждению. Согласия не было дано. Совет директоров заявил:
… мы вполне уверены, что по общему закону и обычаю Индии зависимое княжество, подобное Сатаре, не может перейти к усыновленному наследнику без согласия верховной власти.
Согласно условиям Доктрины Прекращения Власти, Компания приобрела власть над многими княжествами: Сатара (1848), Джатпур и Самбалпур (1849), Нагпур и Джханси (1854), Танджор и Аркот (1855), Удайпур (Чхаттисгарх) и Удх (1856). Как правило утверждалось, что правитель не справляется со своими обязанностями. Компания заработала на применении этой Доктрины около четырех миллионов фунтов стерлингов. Впрочем, государству Удайпур, благодаря британцам, удалось восстановить своё правление в 1860 году.
Усиление контроля Ост-Индской компании над индийскими княжествами и аннексия некоторых из них вызвало нарастающее недовольство во многих слоях индийского общества и местных вооруженных сил. Это сильнейшее раздражение против британской власти сплотило свергнутые династии в ходе Великого Индийского восстания 1857 года, известного как Восстание сипаев. 
После восстания, в 1858 году, вице-король Индии, чьё правление пришло на смену Британской Ост-Индской компании, отменил эту доктрину.

## Аннексированные индийские княжества (год)
- Ангул (1848)
- Аркот (1855)
- Банда (1858)
- Гулер (1813)
- Джаинтия (1835)
- Джайпур (1849)
- Джалаун (1840)
- Джасван (1849)
- Джанси (1854)
- Качари (1830)
- Кангра (1846)
- Каннанур (1819)
- Киттур (1824)
- Кодагу (1834)
- Колаба (1840)
- Кожикод (1806)
- Куллу (1846)
- Курнул (1839)
- Кутлехар (1825)
- Макраи (1890)
- Нагпур (1854)
- Наргунд (1858)
- Ауд (Удх, Авадх) (1854)
- Панджаб (1849)
- Рамгарх (1858)
- Самбалпур (1849)
- Сатара (1848)
- Сурат (1842)
- Сиба (1849)
- Таджавур (1855)
- Тулсипур (1859)
- Удайпур (1860)